# اندیس آنومالی قهرآباد
آنومالی قهرآباد یک اندیس فلزی است که در حوالی شهر چاپان استان کردستان قرار دارد و مادهٔ معدنی موجود در آن، طلا است.سنگ میزبان این اندیس آمفیبولیت، شیست، گنیس، میکاشیست و ریولیت است  